# Uhrenproduktion im Schwarzwald

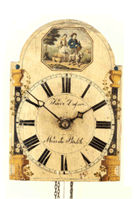
Eine Lackschilduhr aus Schwarzwälder Produktion

Die Uhrenproduktion im Schwarzwald hatte von der zweiten Hälfte des 18. Jahrhunderts bis ins späte 20. Jahrhundert weltweite Bedeutung. Preisgünstige Großuhren aus dem Schwarzwald wie Stand- und Wanduhren sowie Wecker dominierten den Absatz im Inland, aber auch den Export in alle Welt. Tragbare Uhren wie Taschen- und Armbanduhren spielten dabei nur eine untergeordnete Rolle. 
Zahlenmäßig spielen die im 20. Jahrhundert hergestellten Taschen- und Armbanduhren im Umkreis der Pforzheimer Schmuckindustrie sowie von traditionellen Großuhrproduzenten gegenüber der in diesem Bereich führenden Schweizer Uhrenindustrie nur eine untergeordnete Rolle. Deshalb wird im Folgenden nur die Entwicklung der Großuhrindustrie beschrieben.

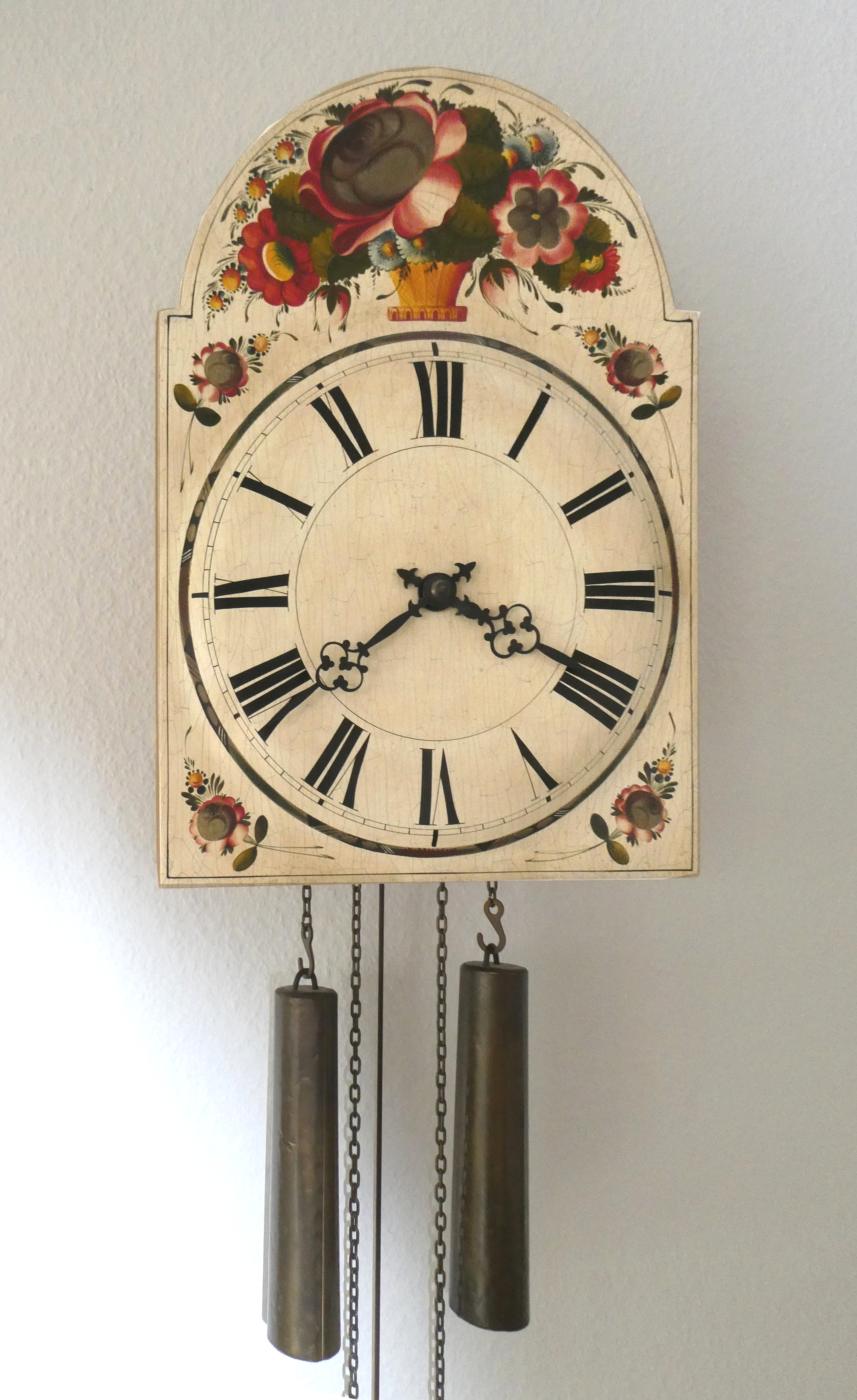
Lackschild-Uhr-Replikat von 1989

## Geschichte

### Erste Anfänge und Entwicklung vor 1730

Werkstätte eines Schwarzwälder „Musikuhrenmachers“ (1825)

Die Anfänge der Schwarzwälder Uhrmacherei liegen im Dunkeln. Zwar finden wir bei den frühen Chronisten der dortigen Uhrengeschichte, Pater Franz Steyrer (1796) und Pfarrer Markus Fidelius Jäck (1810), Namen und Wohnorte der ersten Uhrmacher im Schwarzwald, doch die Angaben der beiden sind widersprüchlich. Gesichert scheint, dass die ersten Schwarzwälder Holzuhren in der zweiten Hälfte des 17. Jahrhunderts, nach dem Ende des Dreißigjährigen Krieges, entstanden. Die Uhrenherstellung konnte sich aber infolge erneuter kriegerischer Auseinandersetzungen erst ab etwa 1730 als eigenes Gewerbe in größerem Umfang etablieren.

### Erfolgreiche Uhren aus Holz (1730 bis 1840)
Im 18. und 19. Jahrhundert dominierte die Herstellung von Uhren aus Holz. Holz hatte man traditionell in vielen ländlichen Gegenden Mitteleuropas als Grundmaterial für den Uhrenbau verwendet. Das liegt wohl weniger an den technischen Möglichkeiten als an den rechtlichen Voraussetzungen: Die Anfertigung von Uhren aus Metall unterlag den Zunftregeln und war strikt auf die städtischen Uhrmacher beschränkt. Demgegenüber war die Holzuhrmacherei ein freies Gewerbe. Jedermann durfte Uhren aus Holz bauen. Es verwundert deshalb nicht, dass in Werkstätten von Holzhandwerkern die ersten Uhren im Schwarzwald entstanden. Die früher genannten Gründe für das Entstehen der Uhrmacherei, die langen tristen Winterabende und der angebliche Tüftlergeist des Schwarzwaldes, sind folglich romantisch verklärte Wunschbilder.
Die Schwarzwälder Holzuhren waren weltweit erfolgreich. Dafür gibt es mehrere Gründe: Zum einen war Holz billiger und leichter zu bearbeiten als Metall, doch dieser Vorteil galt auch für andere Regionen, in denen Holzuhren gebaut wurden. Entscheidend für den Siegeszug der Schwarzwalduhren war ein weiterer Faktor: die Arbeitsteilung. Nicht mehr allein ein Uhrmacher war für die Entstehung der Uhren zuständig, sondern er bezog vorgefertigte Teile von Zulieferern. So gab es Gestellmacher, Gießereien für Glocken und Zahnradrohlinge, Kettenmacher, Schilderdreher und Schildermaler. Diese spezialisierten Handwerker entwickelten Maschinen und Werkzeuge, durch die Serien gleichartiger Rohlinge schnell und günstig hergestellt werden konnten. Diese Arbeitsteilung und neuartige Verfahren führten zu einer deutlich höheren Produktivität. Noch um 1750 brauchte ein Uhrmacher eine ganze Woche, um eine Uhr herzustellen. Dreißig Jahre später baute er eine Uhr pro Tag.
Bis in die zweite Hälfte des 19. Jahrhunderts hinein entstanden die hölzernen Schwarzwalduhren in vielen kleinen Werkstätten, die Teil der Wohnhäuser waren. Fast jeder Inhaber beschäftigte einige Gesellen und Lehrlinge.
Ab dem Ende des 18. Jahrhunderts kam es zu einer Stagnation in dieser Entwicklung. Trotz Verbesserungen in der Arbeitsteilung stieg mit den Produktionszahlen (150.000 Uhren um 1800) auch die Zahl der Beschäftigten. Um 1840 gab es im Gebiet zwischen Neustadt im Süden und St. Georgen im Norden etwa 1000 Uhrmacherhäuschen mit 5000 Beschäftigten. Jährlich entstanden etwa 600.000 Uhren aus Holz – ein Großteil der Weltproduktion. Im Vergleich mit anderen strukturschwachen Mittelgebirgsgegenden trat im Schwarzwald keine Massenarmut auf, daher galt das „Modell Schwarzwälder Uhrenproduktion“ unter Zeitgenossen als geglückt.
Durch das preisgünstige Material Holz, den Einsatz von Maschinen sowie die Arbeitsteilung erlangte die Schwarzwälder Hausindustrie die weltweite Preisführerschaft bei den Großuhren. Im 19. Jahrhundert war die Holzuhr mit dem bunt bemalten Uhrenschild aus dem Schwarzwald die preisgünstigste Uhr auf dem Weltmarkt.

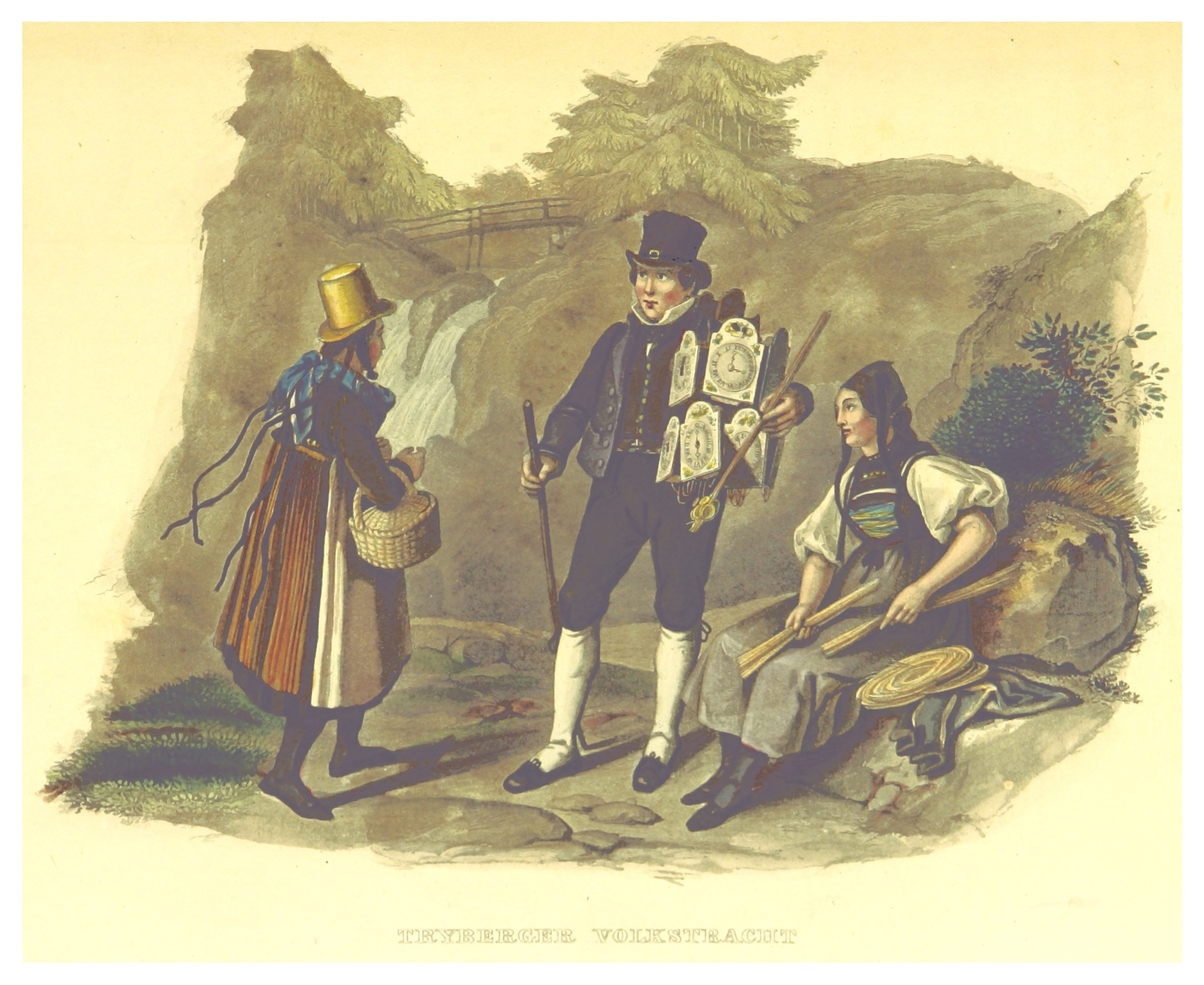
„Uhrenträger“ und zwei Bäuerinnen in Triberger Tracht (um 1840)

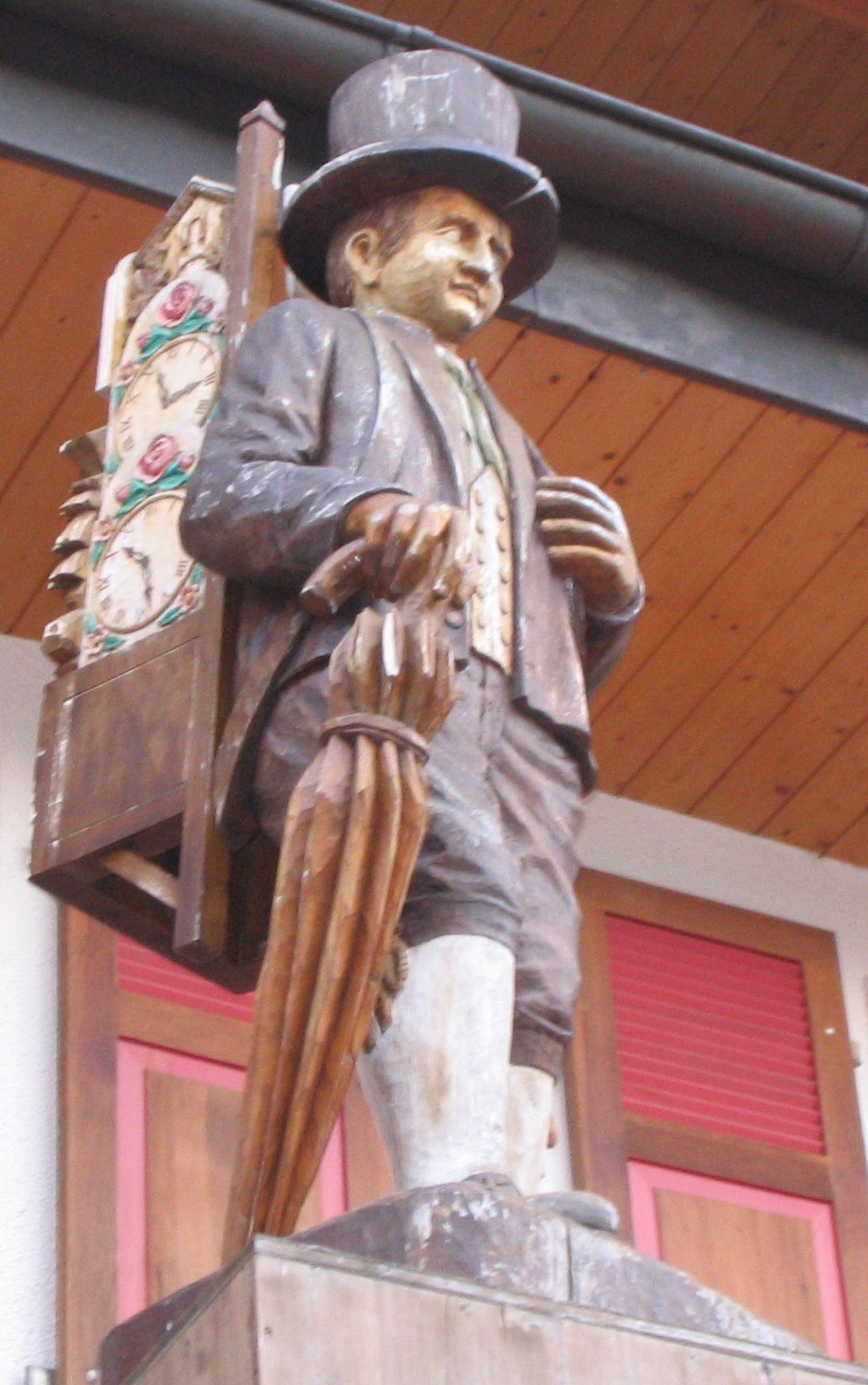
Schwarzwälder „Uhrenträger“

#### Vertrieb und Export der Schwarzwälder Holzuhren
Neben der Uhrmacherei wurde im Schwarzwald die Glasmacherei betrieben und die Produkte durch sogenannte Glasträger im In- und Ausland vertrieben. Schon die ersten Schwarzwälder Uhrmacher nutzten die Vertriebswege der Glasindustrie und gaben ihre Erzeugnisse mit auf den Handel. Die Uhrenhändler schlossen sich in mehreren Gesellschaften zusammen. Erste Schwarzwälder Uhrenhändler erscheinen ab 1740. Sie ließen sich in fast allen Ländern Europas nieder. Die Ware bezogen sie direkt aus dem Schwarzwald und lagerten sie zentral. Danach durchstreiften sie, mit einigen Uhren bepackt, die ländlichen Gebiete und Märkte. Dadurch trugen sie auch stark zur allgemeinen Verbreitung von Uhren bei, die Ware Uhr änderte ihren Charakter vom Luxusgut zum Alltagsgegenstand.
Die Uhrenhändler merkten sehr schnell, welche Uhrentypen sich in den unterschiedlichen Absatzmärkten besser verkauften als andere. So waren in England Uhren mit Datumsanzeige und Lackschilder mit wenig Verzierung beliebt. In Frankreich verkauften sich farbenprächtige Zifferblätter am besten. Und für den Mittelmeerraum wurden Uhren mit schwarzem Rand und landestypischen Motiven wie dem Stierkampf hergestellt.

### Strukturwandel und Industrialisierung (1840 bis 1880)
Hausuhrmacher und Kleinstwerkstätten, die immerhin in der ersten Hälfte des 19. Jahrhunderts um 15 Millionen Uhren gefertigt hatten, beklagten um 1840 ihre wirtschaftliche Lage und sahen die Ursachen in Zollerhöhungen und Handelsbeschränkungen. Außerdem waren viele von den örtlichen Großhändlern, den sogenannten „Packern“, abhängig, die ihnen die fertigen Uhren abnahmen und im Gegenzug Bestandteile und Dinge des täglichen Bedarfs lieferten – zu teils erhöhten Preisen, wie die Hausgewerbler klagten. Allerdings stagnierte auch die Uhrenentwicklung schon längere Zeit, und die bis dahin gut verkaufte Lackschilduhr genügte den Ansprüchen der Kunden nicht mehr. Neben dieses klassische Modell traten nun auch Schwarzwälder Bilderuhren (mit einem in Hinterglasmalerei mit Landschaften bemalten Zifferblatt), Rahmenuhren (deren Zifferblatt aus geprägtem Blech besteht), Uhren mit Schildern aus Porzellan oder Holzgehäusen im Stil des Historismus, die alle die üblichen Werke mit Holzplatinen erhielten. 
Im Rahmen einer Strukturförderung gründete die badische Landesregierung im Jahr 1850 in Furtwangen die erste deutsche Uhrmacherschule (1850–1863), um den kleineren Handwerkern eine gute Ausbildung zu garantieren und damit die Absatzchancen zu steigern. Auch versuchte man dort, die Uhrmacher zu größerer Arbeitsteilung anzuleiten und eine gewisse Standardisierung von Maßen und Formen einzuführen. Doch gerade die Kleinuhrmacher nahmen die Schule nicht an.
In der zweiten Hälfte des 19. Jahrhunderts gab es erste Anzeichen für einen Strukturwandel, dem ab 1880 ein rascher Übergang zur industriellen Uhrenherstellung folgte. In den Jahren ab 1850 entwickelten sich aus einigen Kleinbetrieben Unternehmensformen an der Schwelle zur Uhrenfabrik, überschaubare Uhrenwerkstätten mit Qualitätsbewusstsein, die zwischen 10 und 35 Personen beschäftigten. Bekannte Beispiele sind Johann Baptist Beha, Lorenz Bob oder Emilian Wehrle. Diese Unternehmer wurden tonangebend in den nach 1850 nach und nach gegründeten Gewerbevereinen und engagierten sich dort unter anderem für den Eisenbahnbau und einheitliche Arbeits- und Werkstattordnungen.
Die ersten eigentlichen Uhrenfabriken entstanden ebenfalls im badischen Teil des Schwarzwaldes. Dazu gehören die 1851 gegründete Aktiengesellschaft für Uhrenfabrikation Lenzkirch, oder L. Furtwängler Söhne in Furtwangen (gegr. 1868), die zunächst nach französischem Vorbild Tisch- und Wanduhren wie Regulatoren fertigten. Aber auch das Hausgewerbe spielte weiterhin – vor allem im Bereich der Bestandteilfertigung – eine gewisse Rolle.
Die Uhrenproduktion konzentrierte sich in der Folge um einige wenige Zentren. Noch vor dem beginnenden Eisenbahnzeitalter bestimmten Vorteile wie gute Verkehrsbedingungen und Wasserkraft die Standortwahl im badischen Teil des Schwarzwaldes. Die Städte St. Georgen, Triberg, Furtwangen, Titisee-Neustadt und Lenzkirch konnten davon profitieren und wuchsen. Ländliche Gewerbezentren wie zum Beispiel Eisenbach entwickeln sich wieder zurück.

### Blütezeit der Uhrenindustrie (1880 bis 1914)
Ab 1880 kam es zu einer Verlagerung in den württembergischen Teil des Schwarzwaldes und auf die benachbarte Hochebene Baar. Schramberg und Schwenningen entwickelten sich zu Weltzentren der Uhrenindustrie. Bekannte Namen in Schramberg waren Junghans und die Hamburg-Amerikanische Uhrenfabrik, in Schwenningen Kienzle und Mauthe. Schwenningen entwickelte sich mit Unternehmen wie der Württembergischen Uhrenfabrik Bürk oder ISGUS zum Produktionsmittelpunkt des Kontrolluhrenbaus. Die Kleinbetriebe verloren nun stark an Bedeutung.
Der wesentliche Grund für den rasanten Aufstieg der württembergischen Uhrenindustrie gegenüber dem traditionellen Herstellungsgebiet im badischen Teil des Schwarzwaldes ist in der fortschrittlichen Produktionsweise neuer Uhrenformen zu sehen. Der Wecker im Metallgehäuse entwickelte sich um 1900 zum „Paradepferd“ der Schwarzwälder Uhrenindustrie.
Hatten die ersten Uhrenhersteller im badischen Schwarzwald noch ganz darauf gesetzt, die handwerkliche Solidität traditioneller Uhrwerke durch Serienproduktion erschwinglich zu machen, so waren die Konstruktion der Wecker ganz auf die industrielle Massenproduktion nach amerikanischem Vorbild abgestellt. Diese neuartigen „Amerikaneruhren“ entstanden materialsparend auf Spezialmaschinen. Die Einzelteile waren für eine möglichst schnelle Montage optimiert. Das robuste Weckerwerk W10 von Junghans, Anfang der 1880er Jahre entwickelt, setzte dabei Maßstäbe. Es ermöglichte den Aufstieg von Junghans zur „größten Uhrenfabrik der Welt“, wie sich der Schramberger Hersteller nach 1900 selbst bezeichnete. Das Weckerwerk W10 wurde bis in die 1930er Jahre in riesigen Mengen produziert und von zahlreichen anderen Unternehmen im Schwarzwald nur geringfügig verändert nachgebaut.
Der Wecker aus dem Schwarzwald wurde zur preisgünstigsten Uhr auf dem Markt – wie die Holzuhr des 19. Jahrhunderts. Dank der Wecker deckte der Schwarzwald bereits vor dem Ersten Weltkrieg 60 % des Weltexports an Großuhren.
Zum starken Absatz der Uhren trug aber auch bei, dass nicht mehr nur eine Uhr in jeder Wohnung zu finden war – wie noch in der Blütezeit der Holzuhr –, sondern „für jeden Raum die passende Uhr“ (so ein Werbeplakat der 1930er Jahre) angeboten wurde: Uhren mit abwaschbarem Gehäuse für die Küche, gediegene Wand- und Standuhren, im Holz passend zu den Möbeln der „guten Stube“, oder die Wecker für die Schlafzimmer.

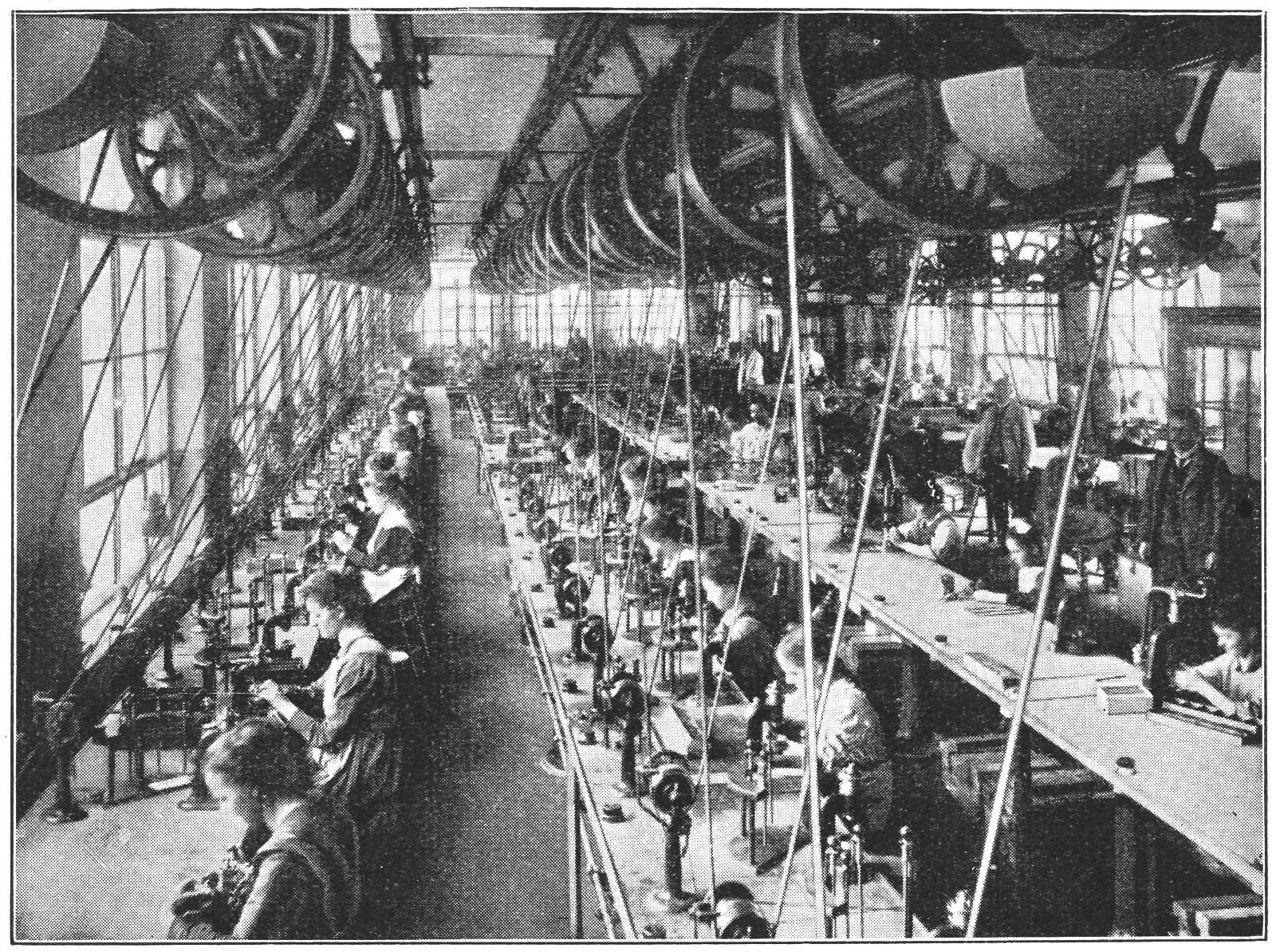
Junghans, Produktion von Taschenuhren (um 1925)

### Krise und Stagnation (1914 bis 1945)
Mit dem Ersten Weltkrieg kam die Uhrenproduktion weitgehend zum Erliegen. Doch machten einige Uhrenhersteller wie Junghans oder Kienzle mit Rüstungsgütern wie Zeitzündern weiterhin gute Geschäfte.
Die wirtschaftliche Dauerkrise der 1920er Jahre machte den Unternehmen das Leben schwer. Vor allem den an handwerklicher Qualität orientierten und folglich eher teuren, stark exportorientierten Herstellern des badischen Schwarzwaldes machte die Abschottung des ausländischen Marktes durch Zollgrenzen bereits in den frühen 1920er Jahren zu schaffen. Auch die Binnennachfrage nach teuren Uhren wie Wand- und Standuhren ging stark zurück, während preisgünstige Produkte wie Wecker weiterhin guten Absatz fanden. Spätestens mit der Weltwirtschaftskrise der späten 1920er und frühen 1930er Jahre mussten die meisten badischen Uhrenfabriken Konkurs anmelden. Darunter befanden sich die Aktiengesellschaft für Uhrenfabrikation Lenzkirch, Philipp Haas & Söhne in St. Georgen oder L. Furtwängler Söhne und die Badische Uhrenfabrik in Furtwangen.
Bis zu Beginn des Zweiten Weltkrieges waren die Auswirkungen der wirtschaftlichen Krise spürbar. Noch 1935 lag der Inlandsabsatz der Uhrenindustrie bei gerade einmal 76 % des Standes von 1928; die Auslandsnachfrage verharrte bei 50 %.
Der Zweite Weltkrieg unterbrach erneut die Uhrenproduktion. Es ist bekannt, dass neben Junghans und Kienzle auch andere Betriebe der Uhrenindustrie wie die vom Villinger Uhrenhersteller Kaiser übernommene Badische Uhrenfabrik in Furtwangen, Müller & Schlenker (= EMES) sowie Jäckle in Schwenningen, Bäuerle in St. Georgen und Schatz & Söhne in Triberg Zünder bauten.

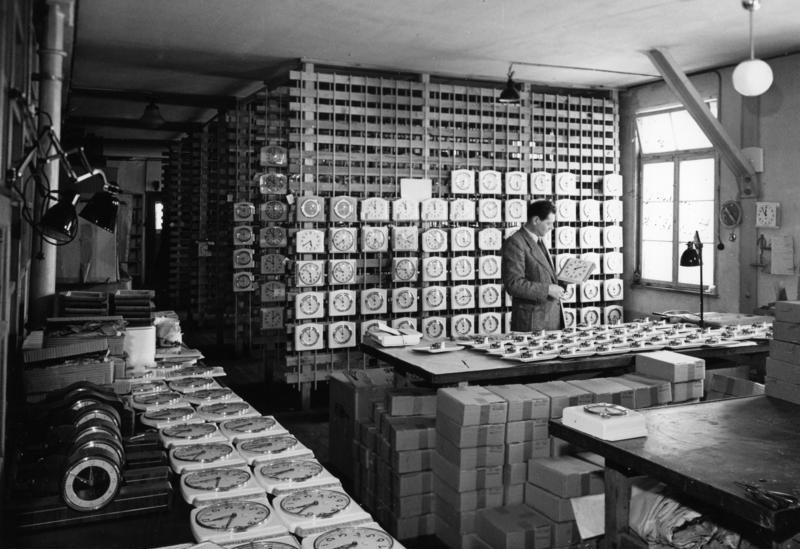
Badische Uhrenfabrik AG, Endkontrolle (1954)

### Niedergang der Uhrenindustrie (1945 bis 2000)
Die Großuhrenindustrie an den Standorten im mittleren Schwarzwald und auf der Baar hatte den Zweiten Weltkrieg weitgehend unbeschadet überstanden.  Die Ausstattung der Betriebe mit Maschinen und Material war in der Regel hervorragend. Die Reparationsforderungen der französischen Besatzungsmacht führten jedoch bald zum Abtransport von Maschinen und zu Materialknappheit. Aber bereits 1949 waren wieder 85 % der Vorkriegsproduktion erreicht.
Trotz dieser schnellen Erholung konnte die Uhrenindustrie vom wirtschaftlichen Boom der 1950er und 1960er Jahre nicht im gleichen Maße profitieren wie die Volkswirtschaft insgesamt. Zwar stieg der Umsatz von 1954 bis 1963 von 428 Millionen DM auf 584 Millionen DM deutlich. Relativ gesehen halbierte sich der Anteil am Umsatz aller industriellen Betriebe dennoch von 1,9 % (1954) auf 1,1 % (1963).
Durch den hohen Anteil der Arbeitskosten bei der Uhrenherstellung gegenüber anderen Branchen wirkte sich der starke Anstieg der Reallöhne in dem Jahrzehnt zwischen 1962 und 1972 negativ auf den Ertrag der Uhrenindustrie aus, dies umso mehr, als die ausgereifte Technologie keinen grundsätzlichen Rationalisierungsspielraum mehr bot, um die Uhrenproduktion günstiger zu machen. Sieht man einmal von den elektronischen Komponenten der Batterieuhrwerke ab den frühen 1960er Jahren ab, wurden Getriebe und Platinen um 1970 in der Regel noch nach Prinzipien hergestellt, die der Pionierphase der Uhrenindustrie im späten 19. Jahrhundert entstammten.
Doch innerhalb eines Jahrzehnts änderte sich die Herstellung von Uhrwerken grundlegend. Die traditionellen mechanischen Uhrwerke für den Alltag wurden in den 1970er Jahren durch zwei Innovationswellen regelrecht vom Markt gefegt. Kunststoff trat an die Stelle von Metall, die Elektromechanik und danach die Mikroelektronik der Quarzuhren an die Stelle der Mechanik. Wer als Uhrenfabrikant bei der herkömmlichen Feinmechanik blieb und es nicht schaffte, auf die neuen Materialien und Technologien umzusteigen, musste innerhalb weniger Jahre Konkurs anmelden. Mitte der 1970er Jahre wurden zunächst vor allem solche Uhrenhersteller insolvent, die zum überwiegenden Teil noch mechanische Uhrwerke in traditioneller Manier gebaut hatten: 1974 die Weckerfabrik Josef Kaiser in Villingen, 1975 Blessing in Waldkirch, 1976 Mauthe in Schwenningen.
Die Erkenntnis, dass die Fertigung mechanischer Uhrwerke dem Ende entgegengehen werde, entwickelte sich bereits in den 1960er Jahren durch die Konstruktion von batteriebetriebenen Uhrwerken; zuerst Motoraufzug-, dann Drehschwinger-Uhrwerke. Mehrere größere, aber auch kleine deutsche Uhrenhersteller mit nur wenigen Mitarbeitern entwickelten Batteriewerke für Tisch- und Wanduhren aller Stilrichtungen. Am längsten konnten sich mechanische Werke noch bis in die 1990er Jahre bei Weckern halten, z. B. von Adolf Jerger in Niedereschach.

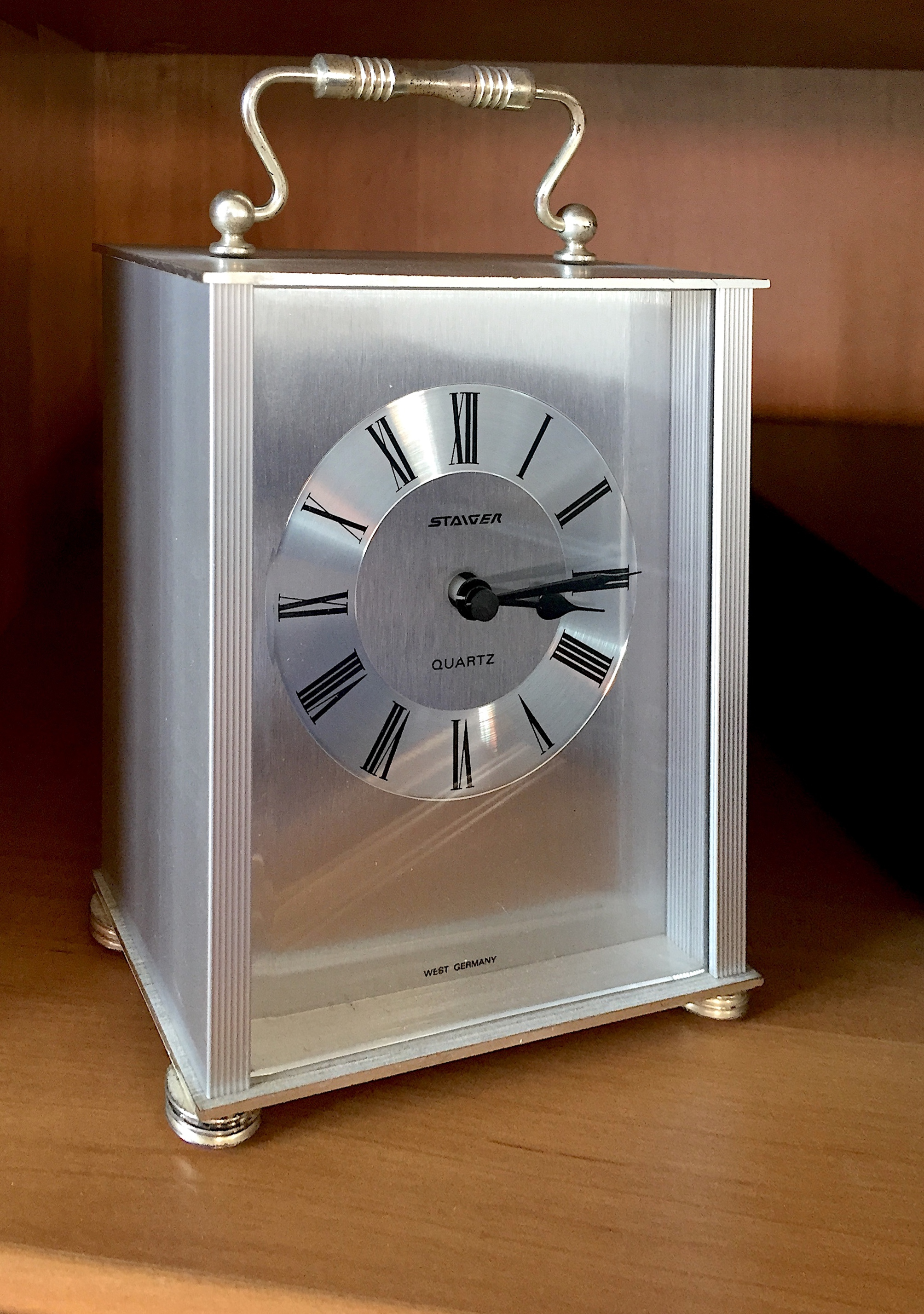
Staiger Uhr aus St. Georgen

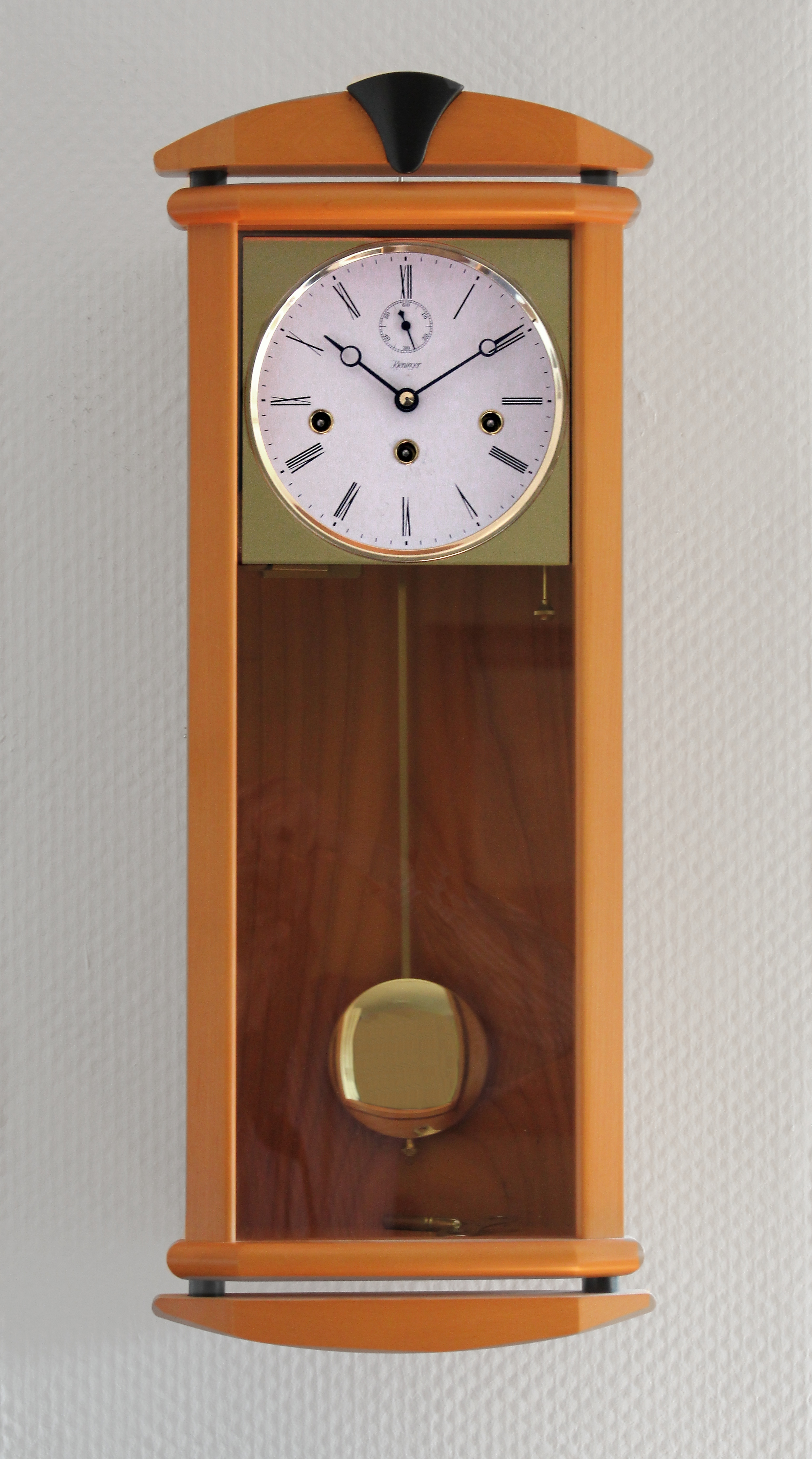
Kieninger-Regulator, um 1999/2000

Das Land Baden-Württemberg unterstützte direkt und indirekt die Konversion von Herstellern, wie zum Beispiel von Kienzle in Schwenningen. Mit Unterstützung des Fraunhofer-Institutes wurde mehreren Herstellern eine Großserienherstellung von Quarzwerken für Wecker, Tisch- und Wanduhren ermöglicht. Die einzigen Hersteller, die den Weg von der mechanischen über die elektromechanische zur Quarzuhr gingen, waren Junghans, EMES, Andreas Haller und (stark zeitverzögert) auch Kienzle. Besonders erfolgreich waren in der Quarzuhren-Entwicklung aber eher kleine und bisher unbedeutende Hersteller wie die Gebrüder Staiger und Andreas Haller in St. Georgen, die konsequent auf Quarzuhren aus Kunststoff in vollautomatischer Fertigung setzten und damit einen entscheidenden Erfahrungsvorsprung gewinnen konnten. Zusammen mit dem örtlichen Konkurrenten Kundo (Marke der Firma Kieninger & Kunde in St. Georgen) finanzierte Staiger die U.T.S. mit dem Ziel einer preisgünstigen Fertigung von Quarzwerken. 1985 war dort erstmals die Vollautomatisierung der Uhrenherstellung erreicht. Sie erlaubte eine konkurrenzlos günstige Produktion. Aber auch anderen Herstellern, wie EMES in Schwenningen, gelang die Serienfertigung von Quarz-Uhrwerken.
Der technologische Vorsprung Deutschlands in der Fertigung von Quarzwerken ging jedoch in kürzester Zeit verloren. Denn nach dem Konkurs von EMES und auch von Kienzle wurden die Fertigungsanlagen für Quarz-Uhrwerke von den Konkurs-Verwaltern nach China verkauft und dort wieder aufgebaut. Durch den Import billigster Quarz-Uhrwerke aus China kamen nun auch weitere Hersteller in Deutschland erheblich unter Druck: Junghans brachte seine Quarz-Uhrwerkefertigung 1996 in die gemeinsame UTS-Junghans GmbH ein; Kienzle ging in jenem Jahr Konkurs. Auch Kundo und Staiger (1992 zu Kundo-Staiger zusammengeschlossen) konnten preislich nicht mehr mithalten. Im Jahr 2000 musste auch Kundo-Staiger Konkurs anmelden. U.T.S. musste sich stark verkleinern und wurde nach Dunningen bei Rottweil verlegt.
Im Jahr 2009 waren von ursprünglich ca. 32.000 Arbeitsplätzen in der Schwarzwälder Uhrenbranche (1970) noch 1.369 Beschäftigte übrig geblieben.
Bis auf wenige Reste ist inzwischen (Stand 2016) die einst so stolze Uhrenindustrie verschwunden: Einer der letzten Hersteller mechanischer Uhrwerke in Süddeutschland ist mit etwa 25 Mitarbeitern (Stand 2022) die Kieninger Uhrenmanufaktur in Aldingen bei Rottweil neben der Uhrenfabrik Hermle in Gosheim, die ebenfalls noch Uhrwerke für Wohnraumuhren herstellt (beide nicht im Schwarzwald, sondern an der Schwäbischen Alb). Der letzte Hersteller für Quarz-Uhrwerke ist (ebenfalls im Jahr 2016) die Uhrentechnik Schwarzwald Montagetechnik (ehem. U.T.S.) mit etwa 15 Mitarbeitern in Dunningen bei Rottweil. Der letzte Hersteller mechanischer Uhrwerke für Kuckucksuhren ist die SBS-Feintechnik (ehem. Josef Burger Söhne) in Schonach. Anfang 2020, noch vor der Coronakrise, musste Hubert Herr in Triberg Insolvenz anmelden, da es in der Familie Herr keine Nachfolger gab und sich auch kein Käufer für das Traditionsunternehmen fand.

## Uhrenhersteller im Schwarzwald
Das Deutsche Uhrenmuseum in Furtwangen beherbergt wohl die umfassendste Sammlung zur Geschichte der Schwarzwalduhren von den frühen Holzuhren über die elektromechanischen Uhren zu den Quarz- und Funkuhren aus den letzten Jahrzehnten des 20. Jahrhunderts.
Der touristische Rundweg Deutsche Uhrenstraße verbindet Gedenkstätten zur Geschichte der Schwarzwalduhr und Orte der Uhrenproduktion im Schwarzwald und auf der Baar.

### Ehemalige bedeutende deutsche Uhrenhersteller
- Aktiengesellschaft für Uhrenfabrikation Lenzkirch
- Andreas Haller GmbH & Co. KG (1925 - 2004)
- Gustav Becker
- Badische Uhrenfabrik Furtwangen AG (BADUF)
- Johann Baptist Beha (1815–1898)
- Tobias Bäuerle & Söhne (1864–2001)
- Lorenz Furtwängler Söhne
- Thomas Haller
- Thomas E. Haller
- Hamburg-Amerikanische Uhrenfabrik (HAU)
- Mauthe
- Uhrenfabrik Villingen AG (J. Kaiser Uhren)
- Winterhalder & Hofmeier
- Alois Duffner Söhne Kuckucks-Uhrenfabrik, Schönwald

Weitere Hersteller nennt: Hans Heinrich Schmid: Lexikon der deutschen Uhrenindustrie. 1850–1980, 3. erweiterte Auflage, 2 Bände, Berlin 2017.

### 2016 aktive Uhrenhersteller
- AMS-Uhrenfabrik A. Mayer GmbH, Furtwangen (Wohnraumuhren)
- Engstler e. G. (Kuckucks- und Schwarzwalduhren)
- Hanhart, Gütenbach (Stoppuhren und Armbanduhren)
- Hermle Uhren, Gosheim (Wohnraumuhren)
- Hubert Herr, Triberg (Kuckucks- und Schwarzwalduhren, 2020 insolvent[17])
- Robert Herr, Schonach (Kuckucks- und Schwarzwalduhren)
- Hönes GmbH, Titisee-Neustadt (Kuckucksuhren und Schwarzwalduhren)
- ISGUS GmbH, Villingen-Schwenningen (Zeiterfassungssysteme)
- Junghans (Armbanduhren und Designeruhren)
- Helmut Kammerer, Schonach (Kuckucks- und Schwarzwalduhren)
- Kieninger Uhrenmanufaktur, Aldingen (Wohnraumuhren)
- Lehmann Präzisionsuhren, Schramberg (Armbanduhren)
- Rombach & Haas, Schonach (Kuckucks- und Schwarzwalduhren)
- Anton Schneider & Söhne, Schonach (Kuckucks- und Schwarzwalduhren)
- August Schwer, Schönwald (Kuckucks- und Schwarzwalduhren)
- Uhrentechnik Schwarzwald Montagetechnik GmbH, Dunningen (Quarzuhrwerke)